# President Manuel Acuña Roxas
President Manuel Acuña Roxas è una municipalità di seconda classe delle Filippine, situata nella Provincia di Zamboanga del Norte, nella regione della Penisola di Zamboanga.
President Manuel Acuña Roxas è formata da 31 baranggay:
- Balubo
- Banbanan
- Canibongan
- Capase
- Cape
- Denoman
- Dohinob
- Galokso
- Gubat
- Irasan
- Labakid
- Langatian
- Lipakan
- Marupay
- Moliton
- Nabilid

- Panampalay
- Pangologon
- Piao
- Piñalan
- Piñamar
- Pongolan
- Salisig
- Sebod
- Sibatog
- Situbo
- Tanayan
- Tantingon
- Upper Irasan
- Upper Minang
- Villahermoso